# Ricardo Pereira (ator)
Ricardo da Silva Tavares Pereira, OM (Lisboa, 14 de setembro de 1979) é um ator e apresentador português.

## Biografia e carreira
Estreou como ator em 2000, na peça Real Caçada ao Sol, de Peter Shaffer, no Teatro Nacional D. Maria II. Em seguida, trabalhou com Maria Emília Correia, encenadora que o dirigiu em Menino ao Colo, de Armando da Silva Carvalho, no Teatro da Trindade (2002). Também em 2002, alcançou reconhecimento a nível nacional, com projetos televisivos como Saber Amar e O Bairro da Fonte. Em 2004, teve seu primeiro protagonista não-brasileiro numa telenovela da Rede Globo em Como uma Onda.Em 2005, durante a passagem pela Record integrou a novela Prova de Amor onde interpretou os irmãos gêmeos Dr. Marco Aurélio(que na trama sofre um homicidio e morto por Murilo Vilaça, conhecido por "Murilão"(Sérgio Abreu) e o que busca por vingança a morte do irmão Marco Antônio, conhecido por "Toni". Em 2006, integrou o elenco de Jura, telenovela da SIC, e Pé na Jaca, da Rede Globo. O seu terceiro trabalho para a Rede Globo foi João, em 2008, na novela Negócio da China, ao qual se seguiu o seriado Toma Lá, Dá Cá. A partir de 2008, apresentou Episódio Especial, um programa semanal na TV portuguesa (SIC). O programa retrata e fala sobre a ficção portuguesa e brasileira.
Em 2009, protagonizou Perfeito Coração na SIC, retornando a Rede Globo no ano seguinte em Insensato Coração, ao mesmo tempo que interpretava Hélio, em Laços de Sangue, na SIC. Em 2012, voltou aos palcos de Portugal e do Brasil com a peça Um Sonho para Dois, ao lado de Fernanda Souza. Em 2013, interpretou o militante português Fabrício, na novela Joia Rara. Também apresentou o Dança da Galera, do Domingão do Faustão e integrou o elenco do filme francês Cadências Obstinadas. No cinema, teve seu primeiro papel em Um Homem não é um Gato, produzido pela SIC. No seu percurso, salientaram-se os filmes O Milagre Segundo Salomé, O Crime do Padre Amaro, Viúva Rica Solteira Não Fica, Amália, Mistérios de Lisboa, e Cadences Obstinées.
Em 2015, integrou o elenco de vários projetos cinematográficos, como Cosmos, Meu Passado Me Condena 2, Amor Impossível, e Cartas da Guerra. Ainda em 2015, protagonizou Mar Salgado, uma coprodução entre SIC e Rede Globo vencedora do prémio Bronze no International Television and Film Awards, em Nova York, e regressou aos ecrãs brasileiros no final de agosto, com a novela da Globo, A Regra do Jogo, posteriormente nomeada para o Emmy Internacional na categoria de Melhor Telenovela. Em 2016, atuou na telenovela Liberdade, Liberdade da Rede Globo, que estreou posteriormente também em Portugal. No cinema, foi um dos protagonistas do documentário de Vanessa Rodrigues, Batismo de Terra, e integrou o elenco do filme Mulheres, de Leonel Vieira. No teatro, esteve em cena no Teatro Tivoli com a peça Meu Deus, encenada por Elias Andreato e onde interpretou o papel de Deus.
Foi ainda o narrador do espetáculo Sonho de Uma Noite de Verão, uma homenagem da Orquestra XXI a William Shakespeare, nos 400 anos da sua morte. O espetáculo esteve em cena no Theatro Circo de Braga, na Casa da Música do Porto, no Convento de São Francisco (Coimbra) e na Fundação Calouste Gulbenkian, em Lisboa. Em 2017, integrou o elenco de Novo Mundo, projeto da Rede Globo que foi também transmitido em Portugal, na SIC, e tornou-se apresentador do programa "Sintonize", da Globo Portugal. No mesmo ano, esteve ainda em cena no Teatro Poeira (Rio de Janeiro), com a peça Hollywood, de David Mamet, encenada por Ricardo Paso.
A 10 de junho de 2017, foi condecorado com a Ordem do Mérito de Portugal, concedida pelo Presidente da República Marcelo Rebelo de Sousa.
Em 2018 interpretou o antagonista da telenovela medieval Deus Salve o Rei, da Rede Globo, e integrou também o elenco de Alma e Coração, na SIC. Em 2018, estreia também um novo filme, realizado por Vicente Alves do Ó: Golpe de Sol.
Entre 2018 e 2019 Pereira regressou também à apresentação de programas televisivos, dirigindo os programas da Rede Globo Mais Você, É de Casa e Sem Cortes. Em 2020 fez ainda parte do juri dos International Emmy Awards, posição que assumiu de novo em 2021, 2022, 2023 e 2024.
Interpretou a personagem Almeida na telenovela da Rede Globo Éramos Seis.
Já em Portugal, protagoniza a telenovela Amor Amor na SIC, onde dá vida ao cantor de música popular, Romeu Santiago. Com esta interpretação venceu o Globo de Ouro na categoria de Melhor Ator de Ficção, na XXV Gala dos Globos de Ouro.
No dia 13 de Fevereiro de 2021 estreou-se como apresentador de daytime, conduzindo o programa [[Estamos em Casa|Estamos Em Casa] na SIC, que nesse dia conseguiu o seu melhor valor em share de audiências.
Em 2022, regressa ao Brasil para interpretar Danilo Bôscoli na telenovela de TV Globo "Cara e Coragem" e estreia no Brasil o filme "Aos Nossos Filhos", realizado por Maria de Medeiros.
Já em 2023, integra o elenco do filme Os Papéis do Inglês", de Sérgio Graciano, e das séries "Matilha" para a RTP / Prime Video e Azul  para a OPTO. Em 2024 estreia-se em Espanha como protagonista do projeto Eva & Nicole, com a produtora Atresplayer. 
Em 2024 integra o elenco da série luso-espanhola Lume", para a HBO MAX., e Rabo de Peixe, para a Netflix, ambas com estreias previstas em 2025. Regressa aos ecrãs portugueses como antagonista na novela A Herança, projeto pelo qual está nomeado para Globo de Ouro de Melhor Ator de Ficção.   
Em 2025 inicia rodagem do filme Amigas, uma Produção Paris Filmes, e Vindima, com produção Fado Filmes e Gullane.    

## Vida pessoal
No dia 22 de novembro de 2011, nasce no Rio de Janeiro, com 3,5 kg e 49 cm, Vicente, seu primeiro filho com Francisca Pinto Ribeiro. A filha, Francisca, nasce a 29 de outubro de 2013, também no Rio de Janeiro, com 3,06 kg e 49 cm. No dia 1 de setembro de 2017, nasceu outra filha, chamada Julieta. Numa entrevista ao jornal O Estado de S. Paulo, declarou ser católico e ser devoto de Nossa Senhora de Fátima. Apesar disso, afirma aprovar os relacionamentos homossexuais e protagonizou a primeira cena de sexo homossexual da televisão brasileira.

## Filmografia

### Televisão
| Ano                | Projeto                                              | Papel                                     | Notas                                      | Canal      |
| ------------------ | ---------------------------------------------------- | ----------------------------------------- | ------------------------------------------ | ---------- |
| 2001               | Maiores de 20                                        | Ele Próprio                               | Apresentador                               | RTP1       |
| 2001               | A Senhora das Águas                                  | Gil Vargas das Neves                      | Elenco Principal                           | RTP1       |
| 2001               | A Minha Sogra É uma Bruxa                            | Leopoldo                                  | Elenco Adicional                           | RTP1       |
| 2001               | O Bairro da Fonte                                    | Gonçalo                                   | Elenco Principal                           | SIC        |
| 2001               | Sonhos Traídos                                       | João                                      | Elenco Adicional                           | TVI        |
| 2001 - 2002        | Amanhecer                                            | Rui Costa                                 | Elenco Principal                           | TVI        |
| 2003               | Saber Amar                                           | João Vidal                                | Elenco Adicional                           | TVI        |
| 2003 - 2004        | Queridas Feras                                       | Pedro Maia                                | Elenco Principal                           | TVI        |
| 2004               | Inspetor Max                                         | Pedro                                     | Ator Convidado                             | TVI        |
| 2004               | Como uma Onda                                        | Daniel Abílio Cascaes                     | Protagonista                               | Rede Globo |
| 2005               | Toma Lá Dá Cá                                        | Xandinho                                  | Participação Especial                      | Rede Globo |
| 2005 - 2006        | Prova de Amor                                        | Marco Aurélio Antunes                     | Elenco Principal                           | Record TV  |
| 2005 - 2006        | Prova de Amor                                        | Marco Antônio «Toni» Antunes              | Elenco Principal                           | Record TV  |
| 2006               | Pé na Jaca                                           | Thierry                                   | Participação Especial                      | Rede Globo |
| 2006               | Exclusivo SIC                                        | Ele Próprio                               | Apresentador, ao lado de Bárbara Guimarães | SIC        |
| 2006 - 2007        | Jura                                                 | Paulo Almeida                             | Protagonista                               | SIC        |
| 2007 - 2008        | Floribella                                           | Conde Máximo Augusto Caldeiron de La Hoya | Antagonista                                | SIC        |
| 2008 - 2025        | E-Especial                                           | Ele Próprio                               | Apresentador, ao lado de Sofia Cerveira    | SIC        |
| 2025 - presente    | E-Especial                                           | Ele Próprio                               | Apresentador a solo                        | SIC        |
| 2008               | Podia Acabar o Mundo                                 | Nuno                                      | Participação Especial (elenco de 1975)     | SIC        |
| 2008 - 2009        | Negócio da China                                     | João Viegas                               | Protagonista                               | Rede Globo |
| 2009               | Toma Lá, Dá Cá                                       | Xandinho                                  |                                            | Rede Globo |
| 2009               | Dança dos Famosos (6.ª edição)                       | Ele Próprio                               | Concorrente                                | Rede Globo |
| 2009 - 2010        | Perfeito Coração                                     | Pedro Cardoso                             | Protagonista                               | SIC        |
| 2010               | Lua Vermelha                                         | Vasco Galvão                              | Participação Especial                      | SIC        |
| 2010 - 2021 / 2023 | Gala dos Globos de Ouro - Passadeira Vermelha        | Ele Próprio                               | Apresentador, ao lado de Sofia Cerveira    | SIC        |
| 2010               | Laços de Sangue                                      | Hélio                                     | Participação Especial                      | SIC        |
| 2010               | A Vida Alheia                                        | Rafael Régis                              | Participação Especial                      | Rede Globo |
| 2011               | Insensato Coração                                    | Henrique Taborda                          | Participação Especial                      | Rede Globo |
| 2011 - 2012        | Aquele Beijo                                         | Vicente Santelmo                          | Elenco Principal                           | Rede Globo |
| 2012               | Dancin' Days                                         | Salvador Neto                             | Participação Especial                      | SIC        |
| 2013               | Joia Rara                                            | Fabrício Antunes                          | Elenco Principal                           | Rede Globo |
| 2014 - 2015        | Mar Salgado                                          | André Cardoso Queiroz                     | Protagonista                               | SIC        |
| 2015               | A Regra do Jogo                                      | Lucas Faustino (Delegado Faustino)        | Participação Especial                      | Rede Globo |
| 2016               | Liberdade, Liberdade                                 | Coronel Tolentino Ramos                   | Elenco Principal                           | Rede Globo |
| 2016               | Sintonize                                            | Ele Próprio                               | Apresentador                               | Rede Globo |
| 2017               | Novo Mundo                                           | Ferdinando Alvarez                        |                                            | Rede Globo |
| 2017               | Filhos da Pátria                                     | Padre Adão                                | Participação Especial                      | Rede Globo |
| 2018               | Deus Salve o Rei                                     | Vírgilio Ferreira                         | Elenco Principal                           | Rede Globo |
| 2018 - 2019        | Alma e Coração                                       | Gonçalo Oliveira                          | Antagonista                                | SIC        |
| 2019               | Sem Cortes                                           | Ele Próprio                               | Apresentador                               | Rede Globo |
| 2019               | Mais Você                                            | Ele Próprio                               | Apresentador especial                      | Rede Globo |
| 2019               | É de Casa                                            | Ele Próprio                               | Apresentador especial                      | Rede Globo |
| 2019 - 2020        | Éramos Seis                                          | Argemiro de Almeida (Almeida)             | Elenco Principal                           | Rede Globo |
| 2020               | Amor e Sorte                                         | Miguel                                    | Elenco Principal                           | Rede Globo |
| 2020               | A Generala                                           | Paulo Borges                              | Elenco Principal (OPTO)                    | SIC        |
| 2021 - 2022        | Amor Amor                                            | Romeu Santiago                            | Protagonista                               | SIC        |
| 2021               | Estamos em Casa                                      | Ele Próprio                               | Apresentador                               | SIC        |
| 2022               | Lua de Mel                                           | Romeu Santiago                            | Participação Especial                      | SIC        |
| 2022               | Cara e Coragem                                       | Danilo Bôscoli                            | Antagonista                                | Rede Globo |
| 2023               | Matilha                                              | Fuças                                     | Protagonista                               | RTP1       |
| 2023               | Azul                                                 | Jacques da Silva                          | Protagonista (OPTO)                        | SIC        |
| 2024               | XXVIII Gala dos Globos de Ouro - Passadeira Vermelha | Ele Próprio                               | Apresentador, ao lado de Lourenço Ortigão  | SIC        |
| 2025               | O Clube (6.ª temporada)                              | Roberto Meira                             | Elenco Principal (OPTO)                    | SIC        |
| 2025 - 2026        | A Herança                                            | Vicente Viana                             | Antagonista                                | SIC        |
| 2025               | O Clube (7.ª temporada)                              | Roberto Meira                             | Elenco Principal (OPTO)                    | SIC        |
| 2025               | Lua Vermelha: Nova Geração                           |                                           | Elenco Principal (OPTO)                    | SIC        |
| 2025               | Faro                                                 | Doutor Quintino                           | Elenco Principal                           | RTP1       |

### Apresentação de emissões especiais / Outras participações
| Ano  | Peojeto                | Notas                                                                         | Canal |
| ---- | ---------------------- | ----------------------------------------------------------------------------- | ----- |
| 2021 | Portugal Joga na SIC   | Apresentador, ao lado de Ana Patrícia Carvalho                                | SIC   |
| 2021 | Feliz Natal!           | Apresentador, ao lado de Andreia Rodrigues, Cláudia Vieira e Lourenço Ortigão | SIC   |
| 2024 | Casa Feliz de Portugal | Apresentador, ao lado de Andreia Rodrigues                                    | SIC   |
| 2024 | Especial Rock in Rio   | Apresentador, ao lado de Andreia Rodrigues e Carolina Loureiro                | SIC   |

### Streaming
| Ano  | Projeto       | Papel        | Notas            | Canal       |
| ---- | ------------- | ------------ | ---------------- | ----------- |
| 2020 | A Generala    | Paulo Borges | Elenco Principal | OPTO        |
| 2023 | Matilha       | Fuças        | Protagonista     | Prime Video |
| 2023 | Eva e Nicole  | Omar         | Protagonista     | Atresmedia  |
| 2025 | Azul          | Jaques       | Protagonista     | OPTO        |
| 2025 | Lume          | Mário        | Protagonista     | HBO Max     |
| 2025 | Rabo de Peixe |              |                  | Netflix     |

### Cinema
| Ano     | Título                                          | Papel                |
| ------- | ----------------------------------------------- | -------------------- |
| 2001    | Um Homem não é um Gato                          | Miguel               |
| 2002    | Os Imortais                                     | Repórter de TV       |
| 2003    | O Milagre Segundo Salomé                        | Gabriel              |
| 2004    | Sem Ela                                         | Diogo                |
| 2005    | Sonhos e Desejos                                | Roco                 |
| 2005    | O Crime do Padre Amaro                          | Gustavo              |
| 2005    | Até Onde                                        |                      |
| 2005    | Viúva Rica Solteira Não Fica                    | Adriano              |
| 2006    | Cecile                                          |                      |
| 2006    | Nadine                                          | António              |
| 2007    | What If the World Would be a Trustworthy Friend |                      |
| 2007    | Até Onde Podes Ir                               |                      |
| 2008    | So Much More Than Fun                           |                      |
| 2008    | O Apelo                                         |                      |
| 2008    | Amália                                          | Eduardo Ricciardi    |
| 2008    | Second Life                                     |                      |
| 2009    | Uma Professora Muito Maluquinha                 | Rodolfo              |
| 2009    | Uma Aventura na Casa Assombrada                 |                      |
| 2009    | Mistérios de Lisboa                             | Alberto de Magalhães |
| 2013    | Cadences Obstinées                              | Mattia               |
| 2013    | Lisboa Vista do Rio                             |                      |
| 2013    | Dores de Amores                                 | Homem Pneu           |
| 2013    | Turbo                                           | Turbo (voz)          |
| 2013    | "Beyond: Two Souls"                             | Ryan (voz)           |
| 2013    | Os Caras de Pau em O Misterioso Roubo do Anel   | Mendigo              |
| 2013    | In Search of Ingrid                             | Mauro Sposito        |
| 2014-15 | Cosmos                                          | Tolo                 |
| 2015    | Meu Passado Me Condena 2                        | Álvaro               |
| 2015    | Amor Impossível                                 | Marco                |
| 2015    | Cartas da Guerra                                | Major M              |
| 2016    | 100 Metros                                      | Marcos               |
| 2016    | Baptismo de Terra                               | Ele próprio          |
| 2017    | Alguém Como Eu                                  | Alex                 |
| 2018    | Golpe de Sol                                    | Vasco                |
| 2018    | Minha Vida em Marte                             | Bruno                |
| 2018    | De Perto Ela Não É Normal                       | Tony                 |
| 2018    | Aos Nossos Filhos                               | António              |
| 2020    | A Revolta                                       | Paulo                |
| 2023    | Os Papéis do Inglês                             | Maurício Torres      |
| 2024    | A Sogra Perfeita 2                              | Segundinho           |
| 2025    | Amigas                                          | António              |
| 2025    | Vindima                                         | Dr. Bruno            |
| 2025    | Memórias do Cárcere                             | Pinto de Magalhães   |

## Teatro
| Ano  | Título                                         | Papel              | Encenação                     |
| ---- | ---------------------------------------------- | ------------------ | ----------------------------- |
| 2000 | A Real Caçada ao Sol                           |                    | Carlos Avilez                 |
| 2000 | O Sítio do Picapau Amarelo                     |                    | Paulo Lage                    |
| 2001 | Os Meus Primeiros Poemas                       |                    | Paulo Lage                    |
| 2002 | A Menina que Procurava o Sol                   |                    | Rita Alagão                   |
| 2002 | Menino ao Colo                                 |                    | Maria Emília Correia          |
| 2003 | No Natal                                       |                    | Bruno Cochá                   |
| 2004 | Tá-Se                                          |                    | Luis Esparteiro               |
| 2005 | Surto                                          |                    |                               |
| 2005 | Por uma Noite                                  |                    | António Pires                 |
| 2008 | A Gorda - Fat Pig                              |                    | Amandio Pinheiro              |
| 2010 | A Paixão de Cristo                             |                    | Cesar Augusto Felix Crispiano |
| 2012 | Um Sonho para Dois                             |                    | Michel Bercovitch             |
| 2016 | Sonho de Uma Noite de Verão                    | Narrador           | Orquestra XXI]                |
| 2016 | Meu Deus                                       | Deus               | Elias Andreato                |
| 2017 | Hollywood de David Mamet                       | Daniel Fox         | Gustavo Paso                  |
| 2018 | Flip - Festa Literária Internacional de Paraty | Leituras Encenadas | Hugo Barreto                  |

## Principais prémios e nomeações
- Nomeado para o Globo de Ouro de Melhor Ator de Ficção, pela personagem Vicente em "A Herança".
- Tornou-se membro da Internacional Academy of Television Arts & Sciences em 2024.
- Vencedor do prémio Prestígio Mais Alentejo Brasil, em 2022.
- Vencedor na categoria de Melhor Protagonista Masculino, nos prémios de Televisão Quinto Canal, pelo seu papel como Romeu em "Amor Amor".[42]
- Nomeado como Melhor Ator na categoria de Cinema, no Prémio Autores 2021, da Sociedade Portuguesa de Autores, pela sua interpretação como Vasco no filme "Golpe de Sol".[43]
- Venceu o Globo de Ouro na categoria de Melhor Ator de Ficção, pela sua interpretação como Romeu em "Amor Amor".[44]
- Venceu o prémio de Melhor Ator Principal em Filme nos prémios Fantastic 2021, com o filme Golpe de Sol.[45]
- Em 2021, Ricardo Pereira e Joana Santos ganharam o prémio Holofote, na categoria Aqui Há Química!, pelas suas interpretações como Romeu e Linda em "Amor Amor", .[46]
- O programa E-Especial, que co-apresenta com Sofia Cerveira desde 2008, voltou a ser nomeado para Melhor Programa Social nos prémios Impala 2021.[47]
- Em 2020 foi eleito Melhor Ator Nacional na 1ª edição dos prémios Cinetendinha, pela sua interpretação como Vasco no Filme “Golpe de Sol”, de Vicente Alves do Ó.[48]
- Nomeado para Melhor Ator nos Prémios Impala de Televisão 2020.[48]
- Foi homenageado pela sua carreira de ator, na 8ª edição do Festival Internacional de Cinema de Vila Nova de Foz Côa, Cinecôa.[49]
- Nomeado para os prêmios LUX Personalidades Masculinas 2016,[50] na categoria de TV Ficção.
- Em 2016, foi nomeado para a XXII edição da Eleição de Elegância CARAS e SIC CARAS.[51]
- Vencedor do Prêmio Excelência, Percurso e Prestígio, na Gala Mais Alentejo 2016.[52]
- Homenageado no Portuguese-Brazilian Awards 2015 pelo seu trabalho de promoção da cultura portuguesa e brasileira nos Estados Unidos.
- Nomeado para os troféus TV7 Dias 2015 e vencedor do prêmio aTV[53] para "Melhor Ator Principal", pela sua interpretação em "Mar Salgado".
- Venceu o prêmio Talento 2015 atribuído pelo canal de televisão E! Entertainment Television.
- Em 2014 recebeu o título de Cidadão Honorário da cidade do Rio de Janeiro.
- Galardão Personalidade do Ano 2014 atribuído pelo Jornal Veris/BPI .
- Menção Honrosa da COTEC e Fundação Calouste Gulbenkian, Diáspora pelo Mundo, entregue pelo Presidente da República Aníbal Cavaco Silva.
- Escolhido como 1 dos 10 atores da década 2009 pelo jornal Expresso.
- Nomeado como "Melhor Ator de Cinema" no Globos de Ouro 2011.
- Vencedor do Prêmio Advoices por "Melhor Voz 2010".
- Oficial da Ordem do Mérito, pelo Presidente da República Marcelo Rebelo de Sousa (10 de junho de 2017)[16]